# Cupid
Cupid (nebo Amor) je bůh římské mytologie, jeho řeckým ekvivalentem byl Erós. Cupid byl synem Marta a Venuše (v Řecku tedy Area a Afrodity). Byl uctíván jako bůh lásky.

## Odraz v umění
Příběh Cupida a Psyché byl mnohokrát umělecky zpracován.
- Psyché, opera Jeana-Baptiste Lullyho (1678)